# Gudula di Bruxelles
Gudula, in latino: Gudila, poi Gudula (646 circa – Hamme, 8 gennaio tra il 680 e il 714), fu una monaca francese del VII secolo che divenne badessa; è venerata come santa dalla Chiesa cattolica, patrona del Belgio e della città di Bruxelles.

## Biografia
Secondo la Vita Gudilae, un'agiografia scritta nell'abbazia di Lobbes tra il 1048 e il 1051, Gudula era figlia di un conte di Lotaringia chiamato Witger, che divenne poi monaco, e di Amalberga di Maubeuge, badessa dell'abbazia di Maubeuge che divenne santa. Gudula aveva due sorelle, santa Farailde e santa Reinilde, e un fratello, sant'Emeberto.
Gudula fu educata nell'abbazia di Nivelles da sua cugina, Gertrude di Nivelles. Quando Gertrude morì, si trasferì di nuovo a casa sua a Moorsel, trascorrendo il suo tempo in preghiera, digiuni e opere di carità.
Gudula morì a Hamme (nel Brabante fiammingo) l'8 gennaio di un anno tra il 680 e il 714, probabilmente il 712. Fu sepolta nel sagrato della chiesa di Hamme; più tardi le sue reliquie furono rimosse per la chiesa di San Salvatore a Moorsel, dove il corpo fu sepolto dietro l'altare.

## Reliquie e culto
Sotto il duca Carlo I di Lorena (977-992), il corpo della santa fu trasferito alla cappella di San Gaugerico a Bruxelles. Lamberto II, conte di Lovanio, fondò un capitolo nel 1047 in onore di Santa Gudula. Il vescovo Gerardo I di Cambrai († 1051) trasportò le sue reliquie alla chiesa di San Michele a Bruxelles. La chiesa divenne poi la famosa Cattedrale di San Michele e Santa Gudula a Bruxelles. Nel 1330 vennero concesse indulgenze a tutti coloro che contribuivano alla decorazione e completamento della cattedrale. 
Il 6 giugno 1579 la chiesa fu saccheggiata e distrutta dai protestanti e le reliquie della santa dissepolte e disperse. 
Il cranio di santa Gudula è conservato nella chiesa cattolica di St. Hildegard a Eibingen, in Germania, donato da santa Ildegarda di Bingen.
La festa di Santa Gudula è generalmente celebrata l'8 gennaio (il giorno della sua morte, secondo la sua agiografia). Tuttavia, nel Vescovato di Gand (dove si trova Moorsel) la sua festa si tiene il 19 gennaio.
Anche se San Michele è il patrono di Bruxelles, Santa Gudula è certamente la patrona più venerata. Lei è già raffigurata su un sigillo della Chiesa di Santa Gudula del 1446 tenendo nella mano destra una candela, e nella sinistra una lampada che un demone tenta di spegnere. Questo si riferisce alla leggenda secondo la quale la santa si recò in chiesa prima dell'alba e il demonio voleva spegnerle la fiamma, ma la santa ottenne da Dio che la sua lanterna si riaccendesse.